# Prakseologia
Prakseologia (z gr. práksis dpn. prákseōs 'działanie; czynność' i -logia  'nauka, rozprawa' od légein 'zbierać; liczyć; mówić') – teoria sprawnego działania. Jest dziedziną badań naukowych dotyczących wszelkiego celowego działania ludzkiego.

## Charakterystyka
Inicjatorem prakseologii jako koncepcji tak w zakresie nazwy, jak i odrębnej dyscypliny badań był Alfred Espinas, który w 1890 roku na łamach czasopisma Revue Philosophique de la France et de l'Étranger w artykule pt. Les origines de la technologie pisał m.in.: i otóż słowo "praktyka" nasuwa termin "prakseologia" dla oznaczenia nauki "o formach najogólniejszych i zasadach najwyższych działania w świecie stworów żywych". 
Zadaniem prakseologii jest poszukiwanie najszerszych uogólnień odnoszących się do wszelkich form świadomego i celowego działania rozpatrywanego ze względu na sprawność; konstruowanie i uzasadnianie dyrektyw praktycznych, tj. nakazów i zakazów oraz zaleceń i przestróg dotyczących wzmagania sprawności i unikania niesprawności w działaniu; wypracowywanie systemu pojęć niezbędnych lub swoiście przydatnych dla tych konstrukcji; zmierzanie do ujęcia ich w system dedukcyjny i do sformalizowania twierdzeń. Zadaniem prakseologii jest m.in. naukowe badanie warunków sprawności działań. W związku z tym zajmuje się ona typologią działań, połączoną z dociekaniem przyczyn ich powodzeń i niepowodzeń.
Cykl prakseologiczny
1. Diagnoza (zebranie faktów)
2. Prognoza (przewidywanie)
3. Planowanie i programowanie
4. Realizacja
5. Ocena efektów

Ludwig von Mises w swoim dziele Ludzkie działanie stwierdzał konieczność rozpatrywania ekonomii jako nauki w ujęciu prakseologicznym.
Istotny wkład w rozwój prakseologii miał polski uczony i filozof Tadeusz Kotarbiński, autor Traktatu o dobrej robocie (1955) oraz profesor Witold Kieżun.